# یواس‌اس پینباگ (ای‌اوجی-۵۸)
یواس‌اس پینباگ (ای‌اوجی-۵۸) (به انگلیسی: USS Pinnebog (AOG-58)) یک کشتی بود که طول آن ۳۱۰ فوت ۹ اینچ (۹۴٫۷۲ متر) بود. این کشتی در سال ۱۹۴۵ ساخته شد.